# 越南共和國駐外機構列表
越南共和國駐外機構列表為前東南亞國家越南共和國（南越）派駐外國代表機構之列表。
至1975年覆亡之前，越南共和国曾经得到包括美国在内的95个国家外交承认:5，并在其中的部分国家开设了大使馆。

## 非洲
- 中非
  - 班基（大使館，兼驻乍得）[6][7][8]
- - 阿比讓（大使館，兼驻尼日尔、多哥及上沃尔特）[9][10][7]
- - 班珠爾（大使館）
- 利比里亚
  - 蒙羅維亞（大使館）[11]
- 摩洛哥
  - 拉巴特（大使館）[12][13]
- 塞内加尔
  - 達喀爾（大使館，1973年8月16日斷交）[11][14][15]
- 突尼西亞
  - 突尼斯（大使館，兼驻加蓬、喀麦隆、利比亚）[16][17][7]
- - 金沙薩（大使館）[18]

## 美洲
- 阿根廷
  - 布宜諾斯艾利斯（大使館）[19]
- 巴西
  - 巴西利亞（大使館）[20][21]
  - 里约热内卢（总领事館）[22]
- 加拿大
  - 渥太華（大使館）[23]
- 美国
  - 華盛頓特區（大使館）
  - 紐約（總領事館）[24]
  - 三藩市（總領事館）[25][26]

## 亞洲
- 英屬香港
  - 香港（總領事館）[27][28][29]
- 印度尼西亞
  - 雅加達（總領事館，至1964年）[30]
- 印度
  - 新德里（總領事館）[31][32]
- 伊朗王國
  - 德黑蘭（大使館）
- 约旦
  - 安曼（大使館）[7]
- 日本
  - 東京（大使館）[33][34]
- 高棉共和國
  - 金邊（大使館）[35]
  - 馬德望（總領事館）[36]
- - 永珍（大使館）[37]
  - 巴色（領事館）[38]
- 黎巴嫩
  - 貝魯特（大使館）
- 緬甸聯邦社會主義共和國
  - 仰光（總領事館）
- 马来西亚
  - 吉隆坡（大使館）[39][40]
- 菲律賓
  - 馬尼拉（大使館）[41]
- 中華民國
  - 臺北（大使館）[42]
- 大韓民國
  - 漢城（大使館）[43][44]
- 沙烏地阿拉伯
  - 利雅德（大使館）[7]
- 新加坡
  - 新加坡（總領事館）[45]
- 泰國
  - 曼谷（大使館）[46]
- 土耳其
  - 安卡拉（大使館）[47]

## 歐洲
- 比利时
  - 布魯塞爾（大使館，兼轄盧森堡）[48][49][50]
- 瑞士
  - 伯恩（大使館）[51]
- 法國
  - 巴黎（大使館）[52][53]
- 西德
  - 波恩（大使館，兼辖瑞典、挪威、丹麦、冰岛）[54][55][56]
- 英国
  - 倫敦（大使館，兼辖荷兰、奥地利）[57][58][59]
- 義大利
  - 羅馬（大使館，兼辖希腊、西班牙）[60][59]
- 挪威
  - 奧斯陸（大使館）[61][62]
- 瑞典
  - 斯德哥爾摩（大使館）

## 大洋洲
- - 坎培拉（大使館）[63]
- 新西兰
  - 威靈頓（大使館）[64][65][66]

## 國際組織
- 歐洲經濟共同體
  - 布魯塞爾（常駐使團）[67][68]
- 联合国
  - 紐約（常駐觀察員辦事處）[69][70]